# アントゥン・ヴルバン
アントゥン・ヴルバン（Antun Vrban；1908年1月15日 - 1948年8月31日）は、クロアチアの軍人。ウスタシャ民兵少佐。
ペヤクサ出身。クロアチア独立国存在時、強制収容所の指導者を務め、パグス強制収容所警備司令、ヤセノヴァツ強制収容所男性班長、スタラ・グラディシュカ強制収容所警備司令補佐を歴任した。大戦末期、第1ウスタシャ保安旅団で勤務。セルビア人の虐殺に直接関与し、パルチザンやセルビア人住民から憎悪された。
戦後、反共クロアチア人パルチザン部隊を編成し、これを指揮した。1947年7月20日、ユーゴスラビア軍による対パルチザン作戦時に捕虜となる。人民裁判により死刑を言い渡される。